# StarCraft-universum
Het StarCraft universum is een fictief universum waarin de StarCraft-computerspellen en -boeken zich afspelen.

## Sectoren
- Koprulu Sector (vaak afgekort tot K-Sector), bijgenaamd de Terraanse Sector, is een fictieve sector van het heelal in het door Blizzard Entertainment ontwikkelde real-time strategy computerspel StarCraft. Het grootste gedeelte van de verhaallijn van het computerspel speelt zich hier in af. De Koprulu Sector bevat een aantal planeten, waarschijnlijk verdeeld over verschillende sterren.

## De planeten in de Koprulu Sector
- Tarsonis is een Terraanse kolonie. De landingsplaats van de primaire supercarrier Nagglfar. De planeet heeft een gematigd klimaat en een kerncontinent. Het was het meest geavanceerd van de drie originele Terraanse kolonies en het hoofdkwartier van de Terran Confederacy, en aan het begin van StarCraft Episode I was het nog steeds het intellectuele en politieke centrum van de sector.
- Moria is een Terraanse kolonie. Zij bevat de meeste grondstoffen van de originele drie koloniën; landingsplaats van de supercarrier Argo. De kolonie wordt verdedigd door de Kel-Morian Combine.
- Umoja is een Terraanse kolonie, ook een van de originele drie koloniën; landingsplaats van de supercarrier Reagan en tevens de plaats waar de supercarrier Sarengo neerstortte. Het wordt verdedigd door het niet militaristische Umojan Protectoraat.
- Korhal IV is een Terraanse kolonie. Deze planeet verzette zich tegen de Confederacy, en ter vergelding lanceerde de Confederacy een grootschalig planetarisch bombardement van kernwapens. De planeet veranderde in een radio-actieve woestijn en er traden veranderingen op in plaatselijke organismen, zoals de Scantids. De overlevenden van deze aanval noemden zich de Sons of Korhal.
- Chau Sara was een afgelegen planeet, maar desalniettemin belangrijke Terraanse kolonie. Het was de eerste Terraanse planeet die door de Zerg werd binnengevallen. Weinig is gekend over de huidige staat van de planeet, behalve dat het is gezuiverd van al het leven door toedoen van de Protoss.
- Mar Sara was een andere afgelegen Terraanse planeet. Deze planeet werd na Chau Sara binnengevallen door de Zerg. Mar Sara deelde dan ook het lot van Chau Sara en al het leven op de planeet werd verpulverd tot as door de Protoss. Mar Sara is overigens de thuisplaneet van James "Jim" Raynor.
- Antiga Prime was tevens een afgelegen Terraanse kolonie, en de eerste planeet die openlijk tegen de Confederacy in opstand kwam na het bombardement op Korhal IV.
- Dylar IV was een belangrijke Terraanse kolonie, een kernwereld van de Confederacy en de thuisbasis van het Omega Squadron geweest. Het wordt verondersteld dat ook Dylar IV was binnengevallen door de Zerg, en later door de Protoss werd gezuiverd. Sedertdien is het opnieuw bekoloniseerd door de Terran Dominion, en verscheidene scheepswerven zijn geconstrueerd, zij maken een baan rond de planeet. In deze scheepswerven werden de BattleCruisers gebouwd en hersteld.
- Brontes was een afgelegen Terraanse kolonie van de Confederacy geweest, tot het waarschijnlijk onder de voet werd gelopen door de Zerg. Weinig is bekend over de huidige staat van de planeet.
- Tyrador IX was een belangrijke Terraanse kolonie; een kernwereld van Confederacy. Weinig is bekend van de huidige staat van de planeet, maar de rumoeren zeggen dat het aan de teistering van de Zerg is ontsnapt. Als het nog bevolkt is, is het het meest waarschijnlijk een planeet van de Terran Dominion.
- Braxis, een kleine planeet, misschien slechts een maan, en een kolonie van de Terran Dominion tegen de tijd dat de vloot van de United Earth Directoraat de Koprulu Sector bereikte. Vroeger was deze planeet een kolonie van de Protoss geweest, en heette zij Khyrador. Wanneer de Terrans de kolonisatie begonnen is onbekend. Onlangs heeft een ramp Braxis geslagen. Thuisplaneet van de Ursadon.

## De planeten buiten de Koprulu Sector
- Aiur is de thuisplaneet van de Protoss. De planeet is voor het grootste gedeelte bedekt met oerwouden en oceanen. De huidige status van de planeet is onbekend. Tijdens de invasie van de Zerg zijn de Protoss gevlucht naar Shakuras. De Zerg hebben de planeet na de invasie waarschijnlijk verlaten, aangezien zij achter de Protoss aan zitten.
- Shakuras is een kale, dorre planeet, waar alles in een vaag blauw licht schijnt te zijn gehuld. Een tijd lang was de planeet enkel de thuiswereld voor de Dark Templar, nu is het een toevluchtsoord voor het gehele ras der Protoss. De Zerg die achter de vluchtende Protoss van Aiur aan kwamen naar Shakuras, zijn door een eeuwenoude tempel van de Xel'Naga, met behulp van de tweeling-kristallen Uraj en Khalis, vernietigd.
- Zerus was de oorspronkelijke thuiswereld van de Zerg, gesitueerd ergens aan de rand van het melkwegstelsel. Een onbewoonbare planeet waar enkel insectachtige larven konden overleven, waar later de Zerg uit zouden groeien.
- Char is een hevig vulkanische planeet. Het is onduidelijk of de planeet deel uitmaakt van de Koprulu Sector. Vanaf deze planeet werd de zoektocht naar, en de daaropvolgende invasie van, de planeet Aiur door de Zerg geleid.
- Aarde, de oorspronkelijke thuiswereld van de Terrans. Natuurlijke grondstoffen: uitgeput. Geschatte populatie: 23 miljard. Huidige regering: UED.

## Rassen binnen het universum
- Terran
- Zerg
- Protoss
- Xel'Naga